# بولشایا کوکشاگا
بولشایا کوکشاگا (انگلیسی: Bolshaya Kokshaga) یک رودخانه در استان ماری ال کشور روسیه است.